# Prospero rhadamanthi
Prospero rhadamanthi är en sparrisväxtart som beskrevs av Franz Speta. Prospero rhadamanthi ingår i släktet Prospero och familjen sparrisväxter. Inga underarter finns listade i Catalogue of Life.